# Tipulodina fuscitarsis
Tipulodina fuscitarsis är en tvåvingeart som först beskrevs av Edwards 1925.  Tipulodina fuscitarsis ingår i släktet Tipulodina och familjen storharkrankar. Inga underarter finns listade i Catalogue of Life.